# Arnfried Lerche
Arnfried Lerche (* 1952 in Nettetal) ist ein deutscher Schauspieler.

## Leben
Arnfried Lerche wurde im Rheinland geboren, wuchs aber in Hamburg auf, wo er auch nach seinem Abitur von 1970 bis 1972 seine Schauspielausbildung beim Hamburger Schauspiel-Studio Frese absolvierte.  Nach der Ausbildung war er unter anderem an den Städtischen Bühnen Köln, den Kammerspielen Hamburg sowie am Schillertheater Berlin engagiert.
Während er in den 1970er-Jahren überwiegend beim Theater arbeitete, ist er seit 1980 regelmäßig in bisher über 120 Film- und Fernsehproduktion zu sehen gewesen. Seine erste größere Filmrolle hatte er 1981 neben Bernhard Wicki, Barbara Rütting und Otto Sander als Andreas Zumsee in dem Fernsehfilm Im Schlaraffenland. Ein Roman unter feinen Leuten, der letzten Regiearbeit von Fritz Umgelter. Im selben Jahr war er in der allerersten Folge der ZDF-Reihe Das Traumschiff zu sehen. Daneben agierte Lerche in mehreren Fernsehserien und Fernsehreihen in festen Rollen. In der ARD-Serie Lindenstraße spielte er von 1987 bis 1991 in fast 200 Folgen den gewalttätigen Finanzbeamten Friedhelm Ziegler. Im Anschluss daran war er bis 1993 in der NDR-Kinderserie Neues vom Süderhof als Dr. Brendel zu sehen. In der ZDF-Krimireihe Stubbe – Von Fall zu Fall mit Wolfgang Stumph in der Titelrolle übernahm er von 1995 bis 1998 die Rolle des Gärtners Gerhard Rönke. In der ZDF-Serie girl friends – Freundschaft mit Herz spielte er von 1995 bis 2007 den Personalchef Dr. Begemann. Seit der im Jahr 1997 ausgestrahlten sechsten Folge Mordlust verkörpert Lerche in der ZDF-Krimireihe Ein starkes Team durchgehend den Abteilungsleiter Lothar Reddemann. Daneben hatte er mehrere Gastauftritte in den Fernsehserien Großstadtrevier, SOKO Köln und In aller Freundschaft. Auch in der Krimireihe Tatort übernahm er wiederholt verschiedene Rollen.
Arnfried Lerche lebt in Berlin.

## Filmografie (Auswahl)
- 1960: Taler, Taler, du mußt wandern (Fernsehfilm, als Arnfried Pauw)
- 1961: Der Bund der Haifische (Fernsehfilm, als Arnfried Pauw)
- 1961: Hoffnung ist ein Ding mit Federn (Fernsehfilm, als Arnfried Pauw)
- 1962: Schönes Wochenende (Fernsehfilm, als Arnfried Pauw)
- 1963: Die erste Lehre / Willy (Fernsehfilm, als Anfried Pauw)
- 1963: Hafenpolizei (Fernsehserie, Folge Der Strandkorbdieb, als Arnfried Lerche-Pauw)
- 1975: Eigener Herd ist Goldes wert (Fernsehserie)
- 1979: Willi und die Kameraden (Fernsehfilm)
- 1980: Achtung Zoll! (Fernsehreihe)
- 1981: Bahnhofsgeschichten (Fernsehfilm)
- 1981: Das Ende vom Anfang
- 1981: Das Traumschiff: Die erste Reise: Karibik (Fernsehreihe)
- 1981: Im Schlaraffenland. Ein Roman unter feinen Leuten (Fernsehfilm)
- 1982: Frau Jenny Treibel (Fernsehfilm)
- 1982: Feine Gesellschaft – beschränkte Haftung
- 1983: Kommissariat 9 (Fernsehserie)
- 1984–1986: Eigener Herd ist Goldes wert
- 1985: Polizeiinspektion 1 (Fernsehserie, Folge Verwegene Moral)
- 1986: Ein Heim für Tiere (Fernsehserie, eine Folge)
- 1987: Wahnfried
- 1987–1991: Lindenstraße (Fernsehserie)
- 1988: Tatort – Schuldlos schuldig (Fernsehreihe)
- 1989: Baldur Blauzahn (Fernsehserie)
- 1991–1993: Neues vom Süderhof (Fernsehserie)
- 1992: Die große Freiheit (Fernsehserie)
- 1993: Der große Bellheim (Fernsehvierteiler)
- 1993: Großstadtrevier (Fernsehserie, Folge Oh, du fröhliche)
- 1995–2007: girl friends – Freundschaft mit Herz (Fernsehserie)
- seit 1997: Ein starkes Team (Fernsehserie) → siehe Episodenliste
- 1998–2000: Fieber – Ärzte für das Leben (Fernsehserie)
- 1999: Stan Becker (Fernsehserie, Folge Echte Freunde)
- 2000: Großstadtrevier (Fernsehserie, Folge Die Stunde der Frauen)
- 2000: Die Unbesiegbaren (Fernsehfilm)
- 2005: Der Bulle von Tölz: Der Zuchtbulle (Fernsehreihe)
- 2005: Beutolomäus sucht den Weihnachtsmann (Fernsehserie)
- 2007: Notruf Hafenkante (Fernsehserie, Folge Luckys letzter Coup)
- 2007: SOKO Köln (Fernsehserie, Folge Dicker als Wasser)
- 2008: Tatort – Erntedank e. V. (Fernsehreihe)
- 2008: Verrückt nach Emma (Fernsehfilm)
- 2008: Pfarrer Braun – Glück auf! Der Mörder kommt! (Fernsehreihe)
- 2009: Von ganzem Herzen
- 2009: In aller Freundschaft (Fernsehserie, Folge 428 Der Hang zum Überschwang)
- 2010: Großstadtrevier (Fernsehserie, Folge Annas Einsatz)
- 2010: Der Staatsanwalt (Fernsehserie, Folge Lass die Toten ruhen)
- 2010: Der letzte Bulle (Fernsehserie, Folge Die letzte Runde)
- 2010: SOKO Stuttgart (Fernsehserie, Folge Fatale Begabung)
- 2011: Kasimir und Karoline (Fernsehfilm)
- 2011: Das Ende einer Maus ist der Anfang einer Katze (Fernsehfilm)
- 2012: Engel der Gerechtigkeit – Brüder fürs Leben (Fernsehfilm)
- 2012: SOKO Köln (Fernsehserie, Folge Die Akte Becker)
- 2014: Heiter bis tödlich: Morden im Norden (Fernsehserie, Folge Gevatter Tod)
- 2014: In aller Freundschaft (Fernsehserie, Folge Verdachtsmomente)
- 2016: Die Rosenheim-Cops (Fernsehserie, Folge Tödliche Laster)
- 2016: Kästner und der kleine Dienstag (Fernsehfilm)
- 2016: In aller Freundschaft (Fernsehserie, Folge Bestimmung)
- 2020: Notruf Hafenkante (Fernsehserie, Folge Die zauberhafte Adinda)
- 2022: In aller Freundschaft (Fernsehserie, Folge Erinnerungen)
- 2022: SOKO Wismar (Fernsehserie, Folge Partytime)